# Shewanella frigidimarina
Shewanella frigidimarina es una especie de bacteria, notable por ser una especie antártica con la capacidad de producir ácido eicosapentaenoico.  Crece anaeróbicamente por reducción disimilatoria de Fe (III).  Sus células son móviles y tienen forma de bastones.  ACAM 591 es su tipo de cepa. 

## Otras lecturas
- Stapleton Jr, RD y VP Singh, editores.  Biotransformaciones: tecnología de biorremediación para la salud y protección del medio ambiente: tecnología de biorremediación para la salud y protección del medio ambiente.  Vol. 36.  Acceso en línea a través de Elsevier, 2002.
- Pakchung, Amalie A. H.; Soe, Cho Z.; Codd, Rachel (2008). «Studies of Iron-Uptake Mechanisms in Two Bacterial Species of theShewanellaGenus Adapted to Middle-Range (Shewanella putrefaciens) or Antarctic (Shewanella gelidimarina) Temperatures». Chemistry & Biodiversity 5 (10): 2113-2123. ISSN 1612-1872. doi:10.1002/cbdv.200890192.
- Nealson, Kenneth H.; Scott, James (2006). «Ecophysiology of the Genus Shewanella». The Prokaryotes: 1133-1151. doi:10.1007/0-387-30746-X_45.
- Fitzgerald, Lisa A.; Petersen, Emily R.; Leary, Dagmar H.; Nadeau, Lloyd J.; Soto, Carissa M.; Ray, Richard I.; Little, Brenda J.; Ringeisen, Bradley R. et al. (2013). «Shewanella frigidimarina microbial fuel cells and the influence of divalent cations on current output». Biosensors and Bioelectronics 40 (1): 102-109. ISSN 0956-5663. doi:10.1016/j.bios.2012.06.039.
- Frolova, G. M.; Gumerova, P. A.; Romanenko, L. A.; Mikhailov, V. V. (2011). «Characterization of the lipids of psychrophilic bacteria Shewanella frigidimarina isolated from sea ice of the Sea of Japan». Microbiology 80 (1): 30-36. ISSN 0026-2617. doi:10.1134/S0026261711010073.